# 砲彈飛車2
《炮弹飞车2》（英語：Cannonball Run II），1984年6月29日在英属香港上映的动作片。

## 剧情
阿拉伯王子谢赫·阿卜杜勒·本·沙拉（杰米·法尔）在飞车大赛中失利，回国被父亲责骂了一顿，并责令他马上回到美国重新组织比赛，一定要夺取胜利。王子迫于父亲的压力，不得不回到美国去，结果王子被绑架了，国王于是把飞车大赛的比赛金额加高，谁能救出王子就受到重金奖赏，重赏之下必有勇夫，最终王子被来自世界各地的勇士们救出。

## 演员
| 演员               | 角色        | 备注 |
| 伯特·雷诺兹        | 麦克鲁尔    |      |
| 迪安·马丁          | 杰米·布莱克 |      |
| 小萨米·戴维斯      | 莫里斯      |      |
| 杰米·法尔          | 谢赫        |      |
| 成龙               | 杰瑞·陈     |      |
| 查尔斯·纳尔逊·赖利 | 唐·唐·超米  |      |